# Kivijärvi (sjö i Enontekis, Lappland)
Kivijärvi är en sjö i kommunen Enontekis i landskapet Lappland i Finland. Sjön ligger 445,2 meter över havet. Arean är 3,32 kvadratkilometer och strandlinjen är 15,96 kilometer lång. Sjön  ingår i Torne älvs huvudavrinningsområde.   Den ligger omkring 320 kilometer nordväst om Rovaniemi och omkring 980 kilometer norr om Helsingfors. 
Nordöst om Kivijärvi ligger berget Kivivaara och nordväst om Kivijärvi ligger sjön Oikojärvi. 